# Émile Ripert (félibre)
Pour les articles homonymes, voir Émile Ripert et Ripert.
Émile Ripert, né le 21 novembre 1882 à La Ciotat, mort à Marseille le 23 avril 1948, est un écrivain, poète, dramaturge et félibre français d'expression française (la majorité des félibres étant d'expression provençale).

## Biographie
Il est le troisième fils d'Adrien Ripert, avoué, et de Mélanie Bérenger. Son grand-père, Adolphe Ripert, était notaire à Cadenet. Il était ami de Frédéric Mistral.
Émile passe ses premières années à Draguignan où son père travaille, mais la famille se retrouve dans la grande maison familiale du « Sécadou », à La Ciotat. Il fait des études au collège de Draguignan, puis au lycée Mignet d’Aix-en-Provence où il a pour professeur Albert Cassagne.
Bachelier en 1899, il part à Paris pour préparer l’École normale supérieure. En cours de rhétorique supérieure au lycée Henri-IV, il découvre la poésie contemporaine. Il entre à l'ENS en 1901 et rencontre Frédéric Mistral. La découverte chez un bouquiniste d’un petit opuscule lui a révélé la poésie en langue d’oc, et surtout provençale, dont il ignorait tout, mais qui a déclenché chez lui une vocation définitive.[réf. nécessaire]
À sa sortie de l’École normale, en 1905, il doit accomplir son service militaire à Digne. En 1907, il commence sa carrière de professeur au lycée de Toulon. Il devient ensuite professeur au lycée Thiers, dans l'annexe nord du lycée (l'actuel lycée Saint-Charles de Marseille), où la « périlleuse classe de rhétorique » lui fut confiée pendant cinq ans,.
Emile Ripert fut le professeur de lettres et de latin, notamment, de Jean Ballard, de Gabriel Audisio, d'Albert Cohen et de Marcel Pagnol. Ce dernier l'a croqué dans ses souvenirs sous les traits du fameux Socrate et lui a rendu hommage dans la préface de sa traduction des Bucoliques de Virgile.
Ripert s'engage politiquement et devient conseiller général du canton de Marseille. Il fait état de préoccupations écologiques.
En 1912, la publication de La Terre des lauriers lui vaut le prix national de poésie et la reconnaissance. En 1916, il est élu au fauteuil de Frédéric Mistral à l'académie de Marseille.
Il fut élu majoral du Félibrige en 1934.

## Œuvres
- Le Golfe d’Amour, éditions du Feu, 1908
- Le Couronnement de Musset, éditions du Feu, 1910
- La Terre des lauriers, Grasset, 1912. Prix national de poésie
- Éloge de Clémence Isaure, E. Basset & Cie, 1912. Réception à l’Académie des Jeux floraux
- Sur la mort de Frédéric Mistral, Plon, 1914
- La Versification de Frédéric Mistral, H. Campion, 1918
- La Renaissance provençale, Champion, 1918

- Prix Bordin de l’Académie française en 1919
- La Littérature provençale et l’enseignement, éditions du Feu, 1918
- Au pays de Joffre, Bossard, 1918
- La Sirène blessée, Plon-Nourrit & Cie, 1920
- Le poème d'Assise, Paris : la Renaissance du livre, 1920

- Prix Saint-Cricq-Theis de l’Académie française en 1921
- Le Félibrige, Armand Colin, 1924
- Le Dernier vol de l'aigle, roman corse, Éditions Flammarion, 1928
- Le Roi René, éditions du Feu, 1933
- Place de la Concorde 1934, Albert Messein, 1935
- Le retour de Fontvieille, Éditions des Poètes des pays latins, 1936
- Louis Le Cardonnel, ses derniers moments, ses obsèques, Aubanel, 1937
- Laure et Pétrarque, Billaudot, 1937
- François-Marius Granet, Plon, 1937
- Vers et prose d’Alphonse Daudet, Les Éditions de la France nouvelle, 1942
- Joseph Roumanille, P. Lethielleux éditeur, 1948

## Distinction
- Prix Bordin de l'Académie française en 1919, pour la La Renaissance provençale.
- Prix Jean Revel de la Société des Gens de Lettres en 1920[6].
- Prix Saint-Cricq-Theis de l'Académie française en 1921, pour Le Poème d'Assise.